# Kunigundenkapelle (Bullenheim)

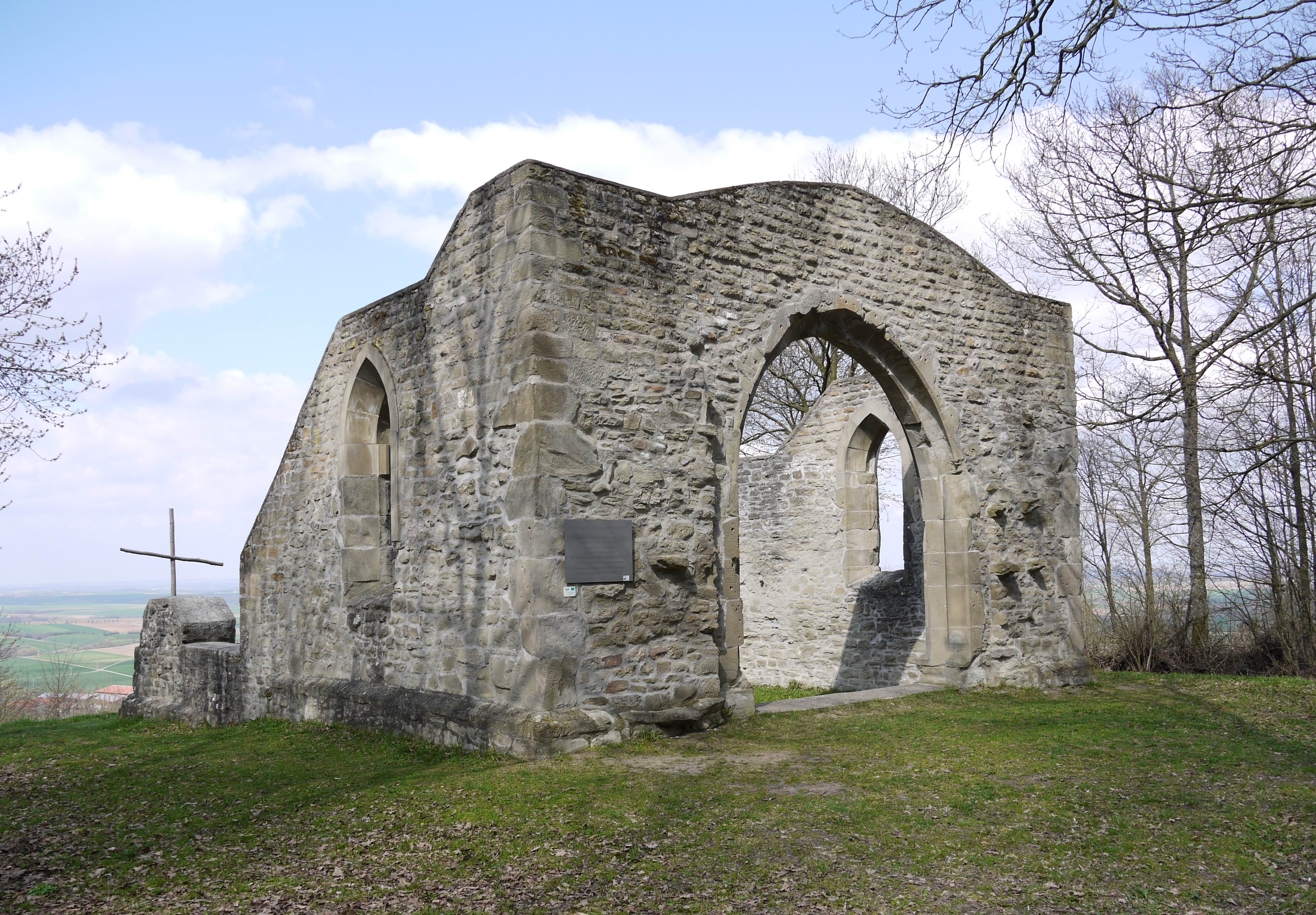
Die Kunigundenkapelle bei Bullenheim

Die Kunigundenkapelle ist eine Kirchenruine, die der heiligen Kunigunde von Luxemburg geweiht war. Sie liegt im Wald ca. 300 Meter östlich oberhalb der Weinberge bei Bullenheim in Mittelfranken. Die Ruine ist ein beliebtes Wanderziel mit schönem Fernblick in den Uffenheimer (= Gollach-) und in den Ochsenfurter Gau sowie in das südliche Maindreieck.

## Legende und Geschichte
Der Legende nach geht der Bau der Kapelle auf ein Gelöbnis der Kaiserin Kunigunde (* um 980; † 1033), der Ehefrau Kaiser Heinrichs II., zurück. Sie soll sich im Wald auf dem Bullenheimer Berg verlaufen haben und schwor, eine Kirche zu stiften, wenn sie den Weg hinaus fände. Als sie die Glocken der Kirche in Bullenheim hörte, fand sie aus dem Wald und löste ihr Versprechen ein. Neben der Kapelle soll auch der Wald selbst, der sogenannte Kunigundenwald, den angrenzenden Gemeinden durch die Kaiserin geschenkt worden sein.
Tatsächlich wurde die spätgotische Kapelle im späten 15. Jahrhundert errichtet. Es heißt, sie sei im Dreißigjährigen Krieg zerstört worden. Der Chorbogen und zwei gotische Fenstergewände haben bis heute überdauert. Noch bis ins 18. Jahrhundert wurde sie, einer – zweifelhaften – Überlieferung nach, als Wallfahrtsort genutzt.
Anfang der 1960er Jahre wurde die Kirchenruine behutsam gesichert, später (1995/1997) restauriert. Dabei wurde sie teilweise massiv aufgemauert und – wohl unter Mitarbeit des Landesamts für Denkmalpflege – hier und da ergänzt. An der Ostseite der Ruine erkennt man noch Ansatzsteine des ehemaligen Chors.

## Bezug zur Kunigundenkapelle von Burgerroth
Einer frommen Legende nach soll die heilige Kunigunde bei einem ihrer Besuche auf dem Bullenheimer Berg ihren Schleier in den Wind geworfen und dabei versprochen haben, dort, wo der Schleier landen würde, noch eine Kapelle zu stiften. Das sei der Ursprung der Kunigundenkapelle von Burgerroth bei Aub gewesen, einer heute noch fast im Urzustand erhaltenen spätromanischen Kapelle.